# Kateřina Kašparová
Kateřina Kašparová (* 8. dubna 1968 Praha) je česká novinářka, moderátorka a publicistka.

## Život
V letech 1986–1990 pracovala v technickém odd. Českého rozhlasu, kde v letech 1990–1993 působila v redakci zpravodajství (stanice Radiožurnál, Praha). V únoru 1994 nastoupila do TV Nova, kde se zaměřovala na politické zpravodajství a moderovala noční zpravodajský pořad "Právě dnes". Odešla v roce 1998 po fyzickém konfliktu s kolegyní Jitkou Obzinovou. Od té doby podniká – pořádá mediální tréninky a věnuje se mediálnímu poradenství. V roce 1999 byla svědkem vraždy svého přítele L. K., který byl bývalým policistou speciální jednotky URNA. V letech 2001–2005 byla agentkou houslisty Pavla Šporcla. V roce 2013 spolupracovala na pořadu Bez cenzury Radka Johna na TV Barrandov. S manželem provozovala Hospůdku U splavu v České Kanadě. Je rozvedená. Věnuje se charitativní činnosti a péči o opuštěné kočky a hraje poker. Od roku 2012 vydává časopis HAF & MŇAU pro majitele a milovníky koček a psů.